# طارق فوسو
طارق فوسو بازیکن فوتبال اهل غنا است که هم‌اکنون به عنوان هافبک تهاجمی و وینگر، برای باشگاه فوتبال برنتفورد، در لیگ برتر فوتبال انگلیس به میدان می‌رود.

## دوران حرفه‌ای

### ریدینگ
به عنوان وینگر چپ یا هافبک تهاجمی، فوسو کار خود را در آکادمی ردینگ در سن ۹ سالگی در سال ۲۰۰۴ آغاز نمود. او در موفقیت‌های متعددی با تیم های زیر ۱۸ و زیر ۲۱ سال ریدینگ دست داشت و در طول فصل ۲۰۱۴–۲۰۱۳ قرارداد حرفه‌ای امضا کرد.
فوسو در طول فصل ۲۰۱۴–۲۰۱۵ سه بار در ترکیب اصلی تیم قرار گرفت و اولین بازی خود را در روز پایانی انجام داد، به عنوان جانشین جک استیسی پس از ۳۰ دقیقه در طول پیروزی ۳ بر صفر مقابل باشگاه فوتبال دربی کانتی وارد زمین شد.
او قرارداد دو ساله جدیدی را در ۲۶ ژوئن ۲۰۱۵ امضا کرد، اما بیشتر فصل های ۲۰۱۵–۲۰۱۶ و ۲۰۱۶–۲۰۱۷ را با تیم زیر ۲۱ سال یا خارج از ریدینگ و به صورت قرضی سپری کرد. 
فوسو قرارداد جدید را رد کرد و در پایان فصل ۲۰۱۷–۲۰۱۶ از باشگاه فوتبال ریدینگ جدا شد.

### فلیتوود
در ۱۱ نوامبر ۲۰۱۵، فوسو به صورت قرضی تا ۲ ژانویه ۲۰۱۶ به فلیتوود تاون منتقل شد.
او ۷ بازی انجام داد و اولین گل خود در رده بزرگسالان را در طول ۲۱ نوامبر مقابل سوئیندون تاون به ثمر رساند.بازی های فوسو در نوامبر ۲۰۱۵ باعث شد که او در لیست طولانی جایزه بهترین بازیکن ماه لیگ یک طرفداران PFA قرار بگیرد.

### آکرینگتون استنلی
در ۲۴ مارس ۲۰۱۶، فوسو به صورت قرضی تا پایان فصل ۲۰۱۵–۲۰۱۶ به باشگاه فوتبال آکرینگتون استنلی در لیگ دو پیوست.
او ۸ بازی انجام داد، سه گل به ثمر رساند و بخشی از تیمی بود که در نیمه نهایی پلی آف لیگ دو توسط باشگاه فوتبال ویمبلدون شکست خورد.

### کولچستر یونایتد
در ۳۱ اوت ۲۰۱۶، فوسو به صورت قرضی نیم‌فصل به باشگاه فوتبال کولچستر یونایتد پیوست که بعدها تا پایان فصل ۲۰۱۷–۲۰۱۶ تمدید شد.

او ۳۴ بازی انجام داد و ۶ گل برای این باشگاه به ثمر رساند.

### چارلتون اتلتیک
در ۱۹ ژوئن ۲۰۱۷، فوسو با مبلغ نامشخصی به باشگاه لیگ یکی چارلتون پیوست و قراردادی دو ساله امضا کرد، که از اول ژوئیه ۲۰۱۷ اجرایی شد.

او دو فصل موفق را با چارلتون سپری کرد و در ۳۰ سپتامبر ۲۰۱۷ یک پرفکت هت تریک (پای راست، پای چپ و سر) را در برابر باشگاه سابق خود، فلیتوود تاون به ثمر رساند. فصل ۲۰۱۸-۲۰۱۷ را به عنوان دومین گلزن برتر باشگاه به پایان رساند و به باشگاه کمک کرد تا دو مرحله پلی آف را به پایان برساند، اگرچه او به دلیل آسیب دیدگی همسترینگ، رقابت موفق پلی آف ۲۰۱۹ را از دست داد.
فوسو پیشنهاد تمدید قرارداد را رد کرد و در پایان فصل ۲۰۱۹-۲۰۱۸ باشگاه را ترک کرد و به آکسفورد یونایتد پیوست. فوسو در چارلتون اتلتیک ۶۵ بازی انجام داد و ۱۱ گل به ثمر رساند.

### آکسفورد یونایتد
در ۱ ژوئیه ۲۰۱۹، فوسو با کارل رابینسون، مدیر سابق خود در باشگاه فوتبال چارلتون اتلتیک، در باشگاه لیگ یکی آکسفورد مجددا همکار شد و قراردادی سه ساله با مبلغی نامشخص امضا کرد. در نیم‌فصل اول ۲۰۲۰-۲۰۱۹، او در ۳۳ بازی ۱۰ گل به ثمر رساند و جایزه بهترین بازیکن ماه لیگ یک از نگاه طرفداران در ماه اکتبر ۲۰۱۹ را از آن خود کرد.
فوسو در روز آخر ژانویه ۲۰۲۰، از آکسفورد یونایتد به برنتفورد نقل مکان کرد.

### برنتفورد
در ۳۱ ژانویه ۲۰۲۰، پس از فعال شدن بند فسخ ۷۵۰۰۰۰ پوندی او در قرارداد با آکسفورد یونایتد، انتقال فوسو به برنتفورد نهایی شد و او در چمپیونشیپ به فعالیتش ادامه داد. او قراردادی ۳/۵ ساله امضا کرد و ۱۱ بازی و یک گل در طول فصل ۲۰۱۹-۲۰۲۰ به ثمر رساند که با شکست در فینال پلی آف چمپیونشیپ ۲۰۲۰ به پایان رسید.
فوسو فصل ۲۰۲۰–۲۰۲۱ را عمدتاً به عنوان بازیکن تعویضی در مسابقات لیگ آغاز کرد، تا این‌که در اواخر نوامبر ۲۰۲۰ به ترکیب اصلی راه پیدا کرد. او اولین گل فصل خود رادر جریان پیروزی ۲ بر ۱ مقابل بورنموث در ۳۰ دسامبر به ثمر رساند.عملکرد و دو گل فوسو در سه بازی لیگ در ژانویه ۲۰۲۱ باعث شد که او نامزد جایزه بهترین بازیکن ماه چمپیونشیپ از نگاه هواداران شود. اوفصل ۲۰۲۰–۲۰۲۱ را با ۴۹ بازی و ۴ گل زده به پایان رساند و البته برنتفورد به لیگ برتر فوتبال انگلیس صعود کرد.
علیرغم حضور در همه بازی‌های پیش فصل برنتفورد به جز یکی از بازی‌های پیش فصل ۲۰۲۱-۲۰۲۲، انتقال قرضی فوسو در اواخر پنجره نقل و انتقالات تابستانی با شکست مواجه شد.
علی‌رغم این‌که عضوی از فهرست ۲۵ نفره برنتفورد در فصل ۲۰۲۱-۲۰۲۲ بود، در بیش‌تر بازی‌ها از فهرست پایانی روز مسابقه خارج شد. قبل از انجام عمل جراحی به خاطر مصدومیت از ناحیه همسترینگ که در جریان تمرین در نوامبر ۲۰۲۱ متحمل شده بود،  نمایش فوسو در این فصل تنها به دوبازی در جام اتحادیه باشگاه‌های انگلستان محدود شده‌بود.
فوسو در اواسط ژانویه ۲۰۲۲ به تمرینات بازگشت و پس از اینکه انتقال قرضی در پنجره نقل و انتقالات زمستانی محقق نشد،
او هم‌چنان در نیم‌فصل دوم ۲۰۲۱–۲۰۲۲ بخشی از تیم ۲۵ نفره باشگاه در لیگ برتر باقی ماند.

## تیم ملی
فوسو در تیم ملی فوتبال زیر ۱۸ سال انگلستان بازی کرد اما برای دو مسابقه مقدماتی جام ملت‌های آفریقا ۲۰۲۱ در مارس ۲۰۲۰ به تیم ملی فوتبال غنا دعوت شد که بعداً به علت دنیاگیری کووید-۱۹ به تعویق افتاد.
فوسو اولین بازی خود را برای تیم ملی فوتبال غنا، در بازی های دوستانه مقابل تیم ملی فوتبال مالی انجام داد و اولین گلی ملی خود را، در دومین بازی ملی، در جریان بازی دوستانه با تیم ملی فوتبال قطر به ثمر رساند.هر دو رویداد در اکتبر ۲۰۲۰ اتفاق افتاد.